# Longitudinalmodul
Der Longitudinalmodul {\displaystyle M}, auch longitudinaler Modul oder P-Wellen-Modul genannt, ist einer der Elastizitätsmoduln, der in der linearen Elastizitätstheorie zur Beschreibung homogener isotroper Materialien verwendet werden kann.
In einem einachsigen Verzerrungszustand, bei dem alle nicht-axialen Verzerrungen gleich Null sind ({\displaystyle \epsilon _{**}=0} mit {\displaystyle *\neq z}), ist der Longitudinalmodul definiert als das Verhältnis von axialer Spannung {\displaystyle \sigma _{zz}} zu axialer Verzerrung {\displaystyle \epsilon _{zz}}:
{\displaystyle {\begin{aligned}M&={\frac {\sigma _{zz}}{\epsilon _{zz}}}\\\Leftrightarrow \sigma _{zz}&=M\,\epsilon _{zz}\end{aligned}}}
Dies gilt wie gesagt nur, wenn alle Komponenten des Verzerrungstensors bis auf eine Diagonalkomponente Null sind. Wegen seiner Eigenschaft als Diagonalkomponente des Elastizitätstensors wird der Longitudinalmodul gelegentlich auch mit dem Formelzeichen {\displaystyle C_{11}} bezeichnet.
Für den Longitudinalmodul gilt:
{\displaystyle M=\rho \,v_{p}^{2}}
mit
- der Dichte {\displaystyle \rho } des Materials
- der Geschwindigkeit {\displaystyle v_{p}} der Longitudinalwellen oder P-Wellen.

Daher kann der Longitudinalmodul durch Messung der Geschwindigkeit von Ultraschall in einem Material bestimmt werden.
Außerdem gilt
{\displaystyle M={\frac {1-\nu }{1-\nu -2\nu ^{2}}}\,E}
mit
- dem Elastizitätsmodul {\displaystyle E}
- der Poissonzahl {\displaystyle \nu }.

Bei vernachlässigbarer Querkontraktion ({\displaystyle \nu \approx 0}) ist {\displaystyle M\approx E}.